# 内山英明
内山 英明（うちやま ひであき、1949年-2014年4月14日）は、日本の写真家。

## 経歴
静岡県菊川市生まれ。1976年東京総合写真専門学校中退。全国を周って旅役者や傀儡子の写真を撮り続ける。1981年『アサヒグラフ』誌上で連載を開始し、若手の作家、音楽家などの肖像写真を撮影。特に俵万智は『サラダ記念日』刊行前から撮り続けていた。1993年より東京の地下施設に惹かれるようになり、国内都市の地下世界を撮影、「地下写真」のムーブメントを起こす。2000年『JAPAN UNDERGROUND 地下の迷宮 II」で伊奈信男賞、2006年『Japan underground 3』などで土門拳賞受賞。
2014年4月14日午前2時頃、脳出血のため川崎市の自宅で死去。65歳没。

## 写真集など
- 『島国へ帰る』吉岡忍 徳間書店 1989
- 『俵万智 等身大の青春 内山英明写真集』深夜叢書社 1989
- 『ふるさとの風の中には 詩人の風景を歩く』俵万智 河出書房新社 1992
- 『都市は浮遊する』吉岡忍文 講談社 1993
- 『いつか晴れた海で エイズと平田豊の道程』吉岡忍文 読売新聞社 1994
- 『Japan underground. 2』アスペクト 2003
- 『Japan underground. 3』アスペクト 2005
- 『東京デーモン』アスペクト 2005
- 『トーキョー・アンダー』杉江松恋文 グラフィック社 2006
- 『東京エデン』アスペクト 2007
- 『Japan underground. 4』アスペクト 2008

## 参考
- 『現代日本人名録』2002年